# Enrico Fonda
Enrico Fonda (Fiume, 1892 – Parigi, febbraio 1929) è stato un pittore italiano.

## Biografia
Iniziò a praticare il disegno fin dai primi anni dell'infanzia proseguendo poi per tutto l'arco della sua breve esistenza.
Si forma all'Accademia di Budapest e a Monaco di Baviera.
Dopo la prima guerra mondiale è a Firenze, dove studia la pittura macchiaiola, e a Venezia, dove entra in contatto con la Scuola di Burano, con pittori come Gino Rossi e Pio Semeghini, nel cenacolo di Ca' Pesaro.
Si dedica soprattutto alla rappresentazione del paesaggio istriano e, dal 1920, ottiene i primi riscontri positivi alle esposizioni della Fondazione Bevilacqua La Masa.
Nel 1924 si trasferisce a Milano. A contatto con il Novecento Italiano, e in occasione della partecipazione alla Prima Mostra del gruppo nel 1926, le sue composizioni diventano più solide.
Nel 1927 con la moglie Alfa Husak si trasferisce a Parigi, dove conosce Henri Matisse e approfondisce l'opera di Paul Cézanne e Pierre Bonnard ed espone al Salon d'Automne occasione nella quale il governo francese acquista un'opera ora conservata al Centre Pompidou. Presa dimora alla periferia della città, iniziò a dipingere ispirandosi alla Ville Lumiere ed ai suoi angoli più caratteristici, ma anche alla campagna delle periferie dove egli viveva.
Morì precocemente di polmonite a Parigi nell'inverno del 1929 lasciando la moglie in un clima di disperazione che la portò, molto presto, a suicidarsi sulla sua tomba, al cimitero di Père-Lachaise.
Di lui scrissero, fra gli altri, i colleghi Gino Rossi e Carlo Carrà e gli scrittori Giovanni Comisso e Giuseppe Prezzolini.

## Opere
Autore di paesaggi e scorci, in particolare della costa istriana, subì l'influenza della scuola di Burano. Sette sue opere sono conservate nelle collezioni d'arte della Fondazione Cariplo.

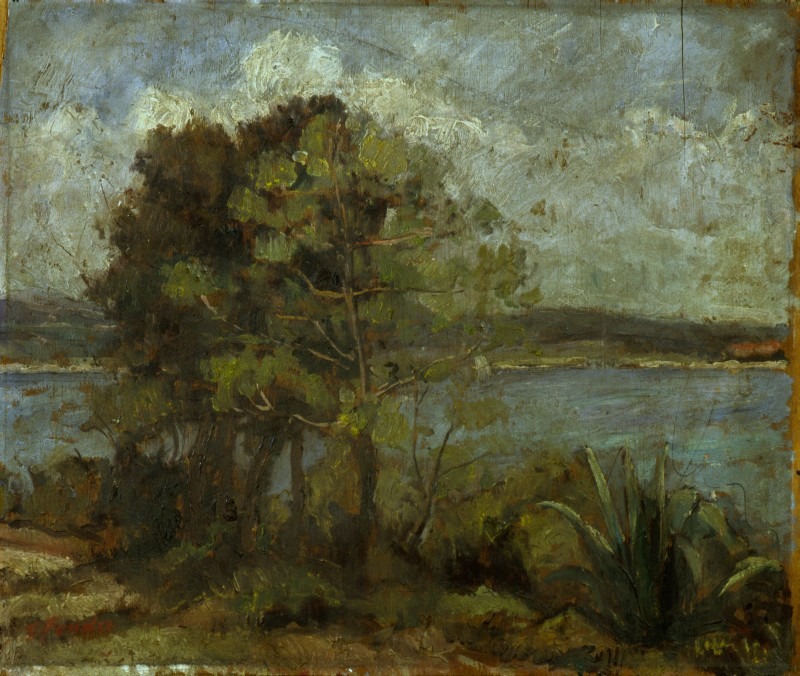
Brioni
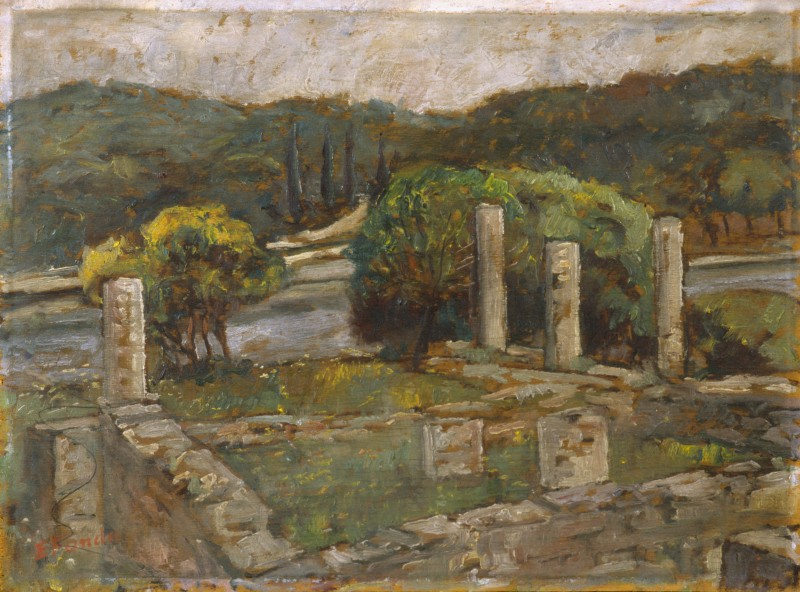
Isola Brioni
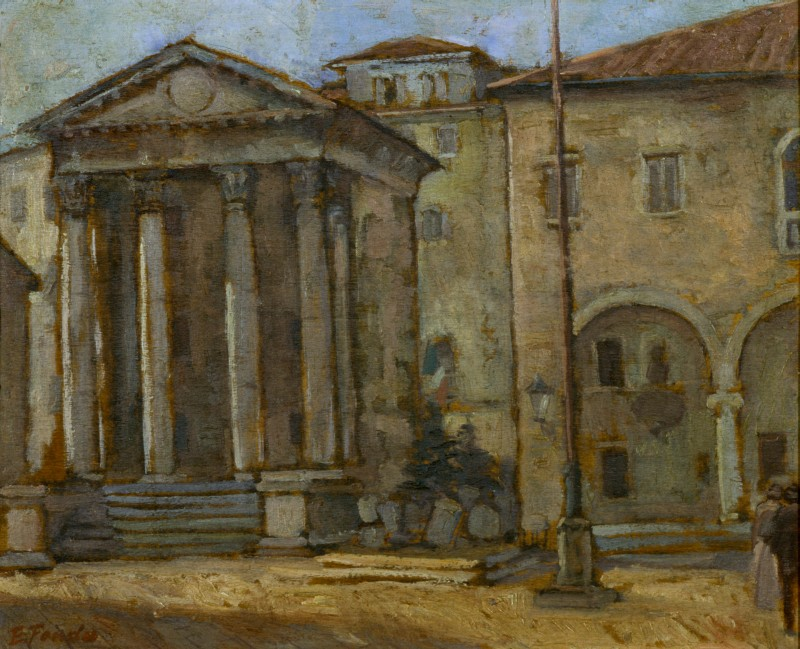
Pola
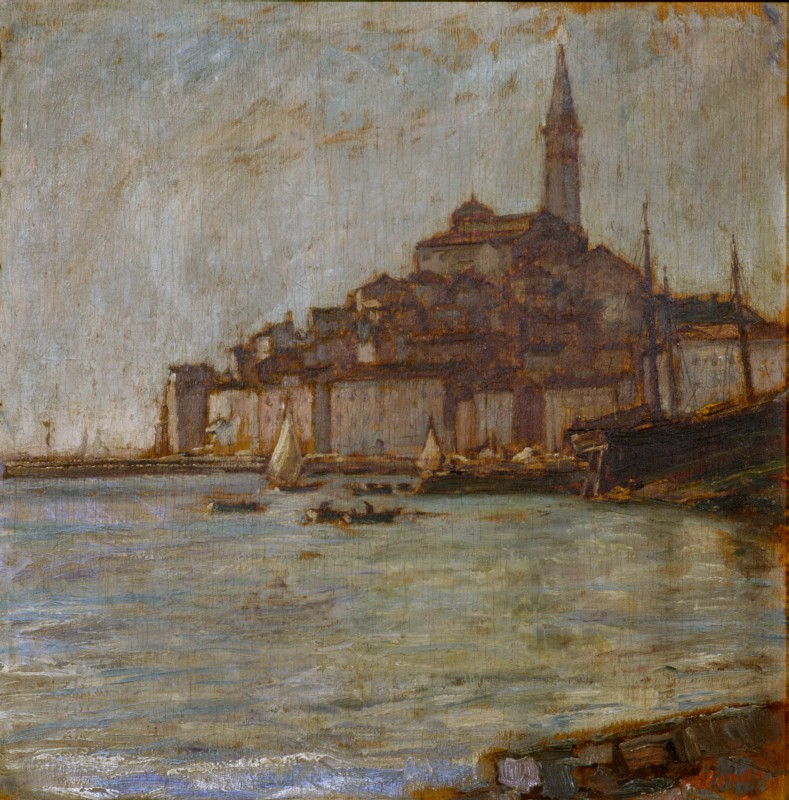
Rovigno
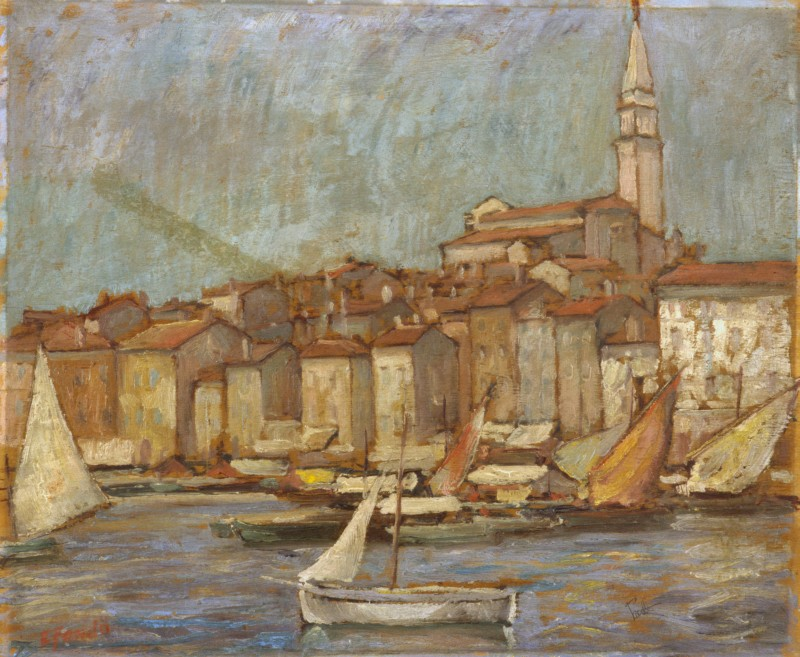
Rovigno
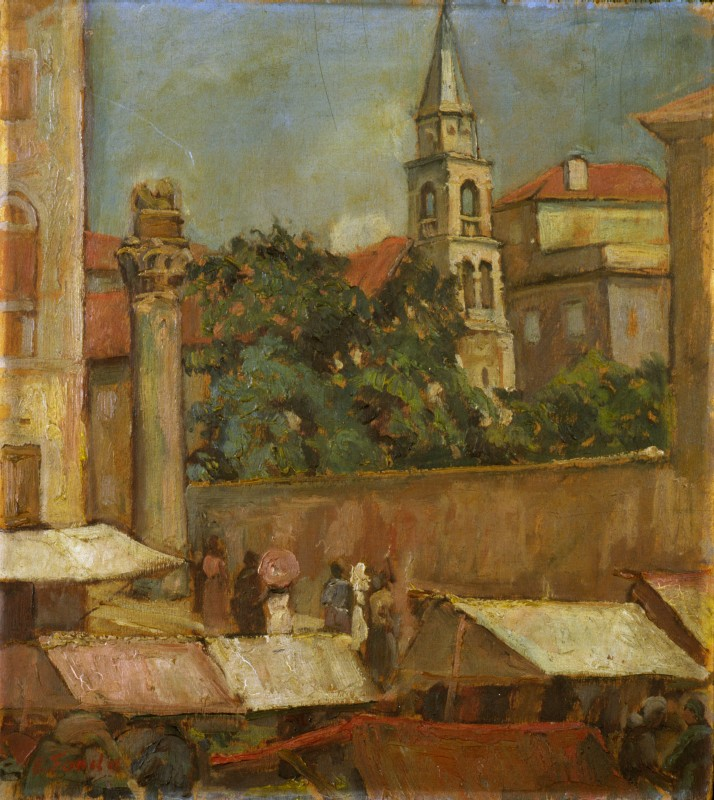
Zara